# Adoretus aeneus
Adoretus aeneus är en skalbaggsart som beskrevs av Brenske 1893. Adoretus aeneus ingår i släktet Adoretus och familjen Rutelidae. Inga underarter finns listade i Catalogue of Life.